# فریتس آلبرتی
فریتس آلبرتی (انگلیسی: Fritz Alberti؛ ۲۲ اکتبر ۱۸۷۷ – ۱۵ سپتامبر ۱۹۵۴) یک هنرپیشه و صداپیشه اهل آلمان بود.
از فیلم‌ها یا برنامه‌های تلویزیونی که وی در آن نقش داشته است می‌توان به متروپلیس، نیبه‌لونگ‌ها، ماری، ۱۹۱۴ اشاره کرد.